# Brădeanu
Brădeanu est une commune roumaine située dans le județ de Buzău.